# 소암사왈리
숫타나리낫 공여 소암사왈리 공주(태국어: โสมสวลี)는 태국 짜끄리 왕조 군주 마하 와치랄롱꼰의 1번째 前 배우자인데 그녀의 정식 명칭은 프라짜오워라웡트 프라옹짜오 소암사왈리 꼼믄 숫타나리낫(태국어: พระเจ้าวรวงศ์เธอ พระองค์เจ้าโสมสวลี กรมหมื่นสุทธนารีนาถ)이다.

## 가족 관계

### 조부모와 부모
- 조부 : 짠타부리공 낙캇따몽콜군
- 조모 : 멈루앙 부아 끼띠야껄
- 부친 : 멈라차웡 아두라낏 끼띠야껄
- 모친 : 판사와리 끼띠야껄숙녀

### 여동생
1. 멈루앙 사라리 끼띠야껄

### 부군
1. 와치라롱껄왕세자 – 소암사왈리 사촌 – 이혼 – 제10대 국왕 라마 10세

### 자녀
- 장녀 : 라차사리니시리팟공여 파차라키티야파공주 (1978년 ~ )

### 입양자녀
- 시리파차라 소파차라마니 (? ~ )